# ニッケル・プレート鉄道765号蒸気機関車
ニッケル・プレート鉄道765号蒸気機関車は、ニッケル・プレート鉄道のS-2形の1両としてライマ・ロコモティブ・ワークスが製造した蒸気機関車である。軸配置は2-8-4の「バークシャー」型で、1944年の登場から1958年の引退まで客貨両用機として運用された。引退後の1975年に動態復元され、1995年にはアメリカ合衆国国家歴史登録財に指定されている。

## 経歴
1944年9月8日に登場した765号機は、最初オハイオ州ベルビュー(Bellevue)に配属され、ニッケル・プレート鉄道で高速貨物機関車として運用された。戦後、インディアナ州フォートウェインの東にある操車場で働いた。運用開始からわずか14年後の1958年6月14日、動力近代化の波に押され引退した。

## 引退
蒸気機関車の衰退が及ぶ中、ニッケル・プレート鉄道はフォートウェインのLawton公園に展示するために蒸気機関車の寄贈を要請された。市はS-2形の767号機を要請した。理由は767号機は1955年公式に市の横断計画に昇格したからである。その間、姉妹機の765号機はイーストウェーンの機関庫に最後の走行以来、保管されていた。767号機は内外共にはるかに状態が悪かった。そのためニッケルプレートは1963年5月4日に767号機の番号銘板を765号機に付け替えて寄贈し、元の767号機を解体した。
屋外に備え付けられて長い年月が経ち、765はあちこちがさび始めた。1972年、フォートウェイン鉄道歴史協会(FWRHS)が設立され、機関車はFWRHSに貸し出され、ペン・セントラルとN&Wからインディアナ州ニューヘイブンに回送された。

## 復元
1975年10月25日、"767"は元の番号に戻されて復元が始まった。多くのボランティアの協力により、1979年9月1日に再び運行に復帰した。

## 運行
1979年から1993年にかけて10万人以上を約52000マイル、ミシシッピ川の東の16州で運行された。
1985年、FWRHSは機関車のオーナーシップを募った。
1993年末、機関車は番号をC&O 2765に変えた。
1993年の運行終了後、765はニューヘイブンの機関庫にオーバーホールのために入場した。元の走り装置は痛んでいたので再生産することになった。765の二回目の復元は2001年に始まった。

## 未来
数え切れないほどの工数、1000人の寄付と汗、血、涙により765号機は2005年10月末の週末に再び蒸気を上げた。フォートウェイン歴史協会は機関車をお披露目した。2006年3月、CF&Eによって交換された軸受けに助けられて試験走行した。765号機は列車の牽引を模擬するためにGP40ディーゼル機関車の発電ブレーキを作動させた状態で牽引した。機関車は問題がなかったので翌年運行されることになった。